# Międzynarodowa Rada Archiwów
ICA (ang. International Council on Archives), Międzynarodowa Rada Archiwów – organizacja pozarządowa, mająca na celu wsparcie, rozwój i ułatwienie dostępu do światowych zasobów archiwalnych. W zakresie działalności związanej z dbałością o zachowanie i dostęp do gromadzonego w archiwach dziedzictwa światowej kultury i historii współpracuje ściśle m.in. z UNESCO i ICCROM. ICA skupia obecnie (2010) około 1400 instytucji ze 190 krajów świata.